# Partney
Partney – wieś w Anglii, w hrabstwie Lincolnshire. Leży 44 km na wschód od Lincoln i 187 km na północ od Londynu.